# برای تفریح
برای تفریح یا مامان سرگرم‌کننده (به هندی: Maja Ma) فیلمی هندی محصول سال ۲۰۲۲ و به کارگردانی آناند تیواری است. در این فیلم بازیگرانی همچون مادهوری دیکشیت، گاجراج رائو، ریتویک بوومیک، برخا سینگ، سریشتی شریواستاوا، سیمونه سینگ، راجیت کاپور، شبا چادها و ایوانکا داس ایفای نقش کرده‌اند.